# São Gonçalo FC (Rio de Janeiro)
São Gonçalo FC is een Braziliaanse voetbalclub uit São Gonçalo in de staat Rio de Janeiro. 

## Geschiedenis
De club werd opgericht in 2009 en begon in 2012 als profclub in de Série C, de derde klasse van het Campeonato Carioca, net als stadsrivaal São Gonçalo EC. De club plaatste zich voor de tweede fase en werd daar uitgeschakeld. Ook in 2013 werd de club in de tweede ronde uitgeschakeld. In 2014 bereikte de club de finale om de titel, die ze verloren van de andere stadsrivaal Gonçalense, maar promoveerde wel naar de Série B. De club eindigde in de middenmoot, maar trok zich in 2016 terug uit de competitie. In 2017 zou de club terug van start gaan in de Série B2, maar trok zich ook nu terug uit de competitie.